# 開羅會議
開羅會議（英語：Cairo Conference），代號「六分儀」（Sextant）:359，亦稱第一次開羅會議（與第二次開羅會議區別），是第二次世界大戰期間14次高峰會議之一:2，由英國、中國、美国於1943年11月22日至26日在埃及首都開羅召開，英國首相邱吉爾、中国国民政府主席兼军事委员会委员长蔣中正、美国总统羅斯福出席，商討反攻日本的戰略及戰後國際局勢的安排，制定盟軍合作反攻緬甸的戰略及援華方案，會後公佈開羅宣言，要求日本無條件投降，歸還一切侵佔的土地，塑造戰後東亞的新局勢。開羅會議確立中國成為世界四強的地位，對中國政治上意義重大；戰略方面，雖然會上決議和承諾許多未予實行，行動計劃一再延期和更改，最終仍達成中、英、美三國聯手反攻緬甸的目的。

## 背景

### 國際關係
太平洋戰爭爆發後，中、英、美宣布結盟。1943年初，英、美與中國簽署新條約，正式放棄在中國境內治外法權，維護中國的主權:583。1月11日，英、美發表聯合聲明，宣佈廢除過去一世紀裏一切對華不平等條約:607。當時中英關係未臻和諧。英國在東亞的陣地土崩瓦解，1942年時卻又不同意中華民國國軍開入緬甸，中華民國政府對此既驚訝又憤怒。中國想結束帝國主義，英國帝國主義卻歷史悠久，邱吉爾殖民主義思想強烈，抱著大英帝國思維模式，不相信亞洲人可以為同盟國的勝利動員起來:40。政治上，英國對中國既猜忌又輕視，希望孤立中國，恐怕中國可能影響其亞洲殖民地的解放運動，中華民國戰後之強盛，或即大英帝國厄運的開始，故英國不願耗用物資或兵力協助中國。即使義大利在1943年9月已經投降，意大利皇家海軍瓦解後地中海英國皇家海軍留有餘力，亦寧願用於大洋洲，而不願用於緬甸。邱吉爾對中國亦充滿偏見，不願中國成為強國，對中國在太平洋戰爭的貢獻不抱期望；英國總參謀長艾倫·布魯克勳爵對中國的反感，更甚於邱吉爾:72-73。展望戰後局勢，英、美兩國間有一根本分歧。邱吉爾期望戰後世界是由英、美主宰，羅斯福設想的新世界，卻是歐洲帝國壽終正寢，由美國、英國、蘇聯、中國四個國家一起掌舵。當時蘇聯正在崛起，日益成為美國戰略思想的中心，美國的軍事專家擔心蘇聯若敗，或與德國講和，意味英國亦會戰敗，美國即使動員全部兵力投入歐洲戰場，也沒有把握取勝，故美國軍方認為和蘇聯的鞏固關係，對於取勝是必須的:37-38。

### 中華民國地位
太平洋戰爭爆發後，中國在軍事上的作用越來越小，但日後成為大國的趨勢卻越來越明顯。中国战区最高统帅、国民政府军事委员会委员长蔣中正認為中華民國在第二次世界大戰中應是重要參戰國，但同盟國領袖經常只找蘇聯共產黨總書記史達林商討戰略問題，很少找蔣中正，蔣中正始終未曾與邱吉爾、羅斯福會面，令他感到不滿。中國期待在戰後成為世界集體安全體系的一員，維繫國際秩序:581-582。羅斯福因其幼年時的外家關係，對中國有良好印象，對於蔣中正的功業，有衷心的敬意:3。美國希望透過外交安排，紓解中國的憂慮，振奮中國人的士氣:357，並認為中國遲早一定會成為強國，與日本並駕齊驅。英國官員則認為這是美國式的浪漫主義，邱吉爾對中國是超級大國的說法，態度輕蔑，他雖然相信中國牽制日軍有其戰略意義，卻不願看到中國成為戰後世界聯盟中的關鍵成員。1943年3月，羅斯福指出「在解決世界性問題時，需把中國與其他世界大國同等看待」，邱吉爾卻認為，「把中華民國視作與大英帝國、美利堅合眾國、蘇維埃社會主義共和國聯盟等超級大國同等的說法，極不正確」，中國對歐洲事務將毫無重要性:582-583。他認為美國高估了中國，完全不現實:357，不應把中國當作強國，也不贊同羅斯福高估蔣中正的實力。他認為在任何四強的組織中，中國只是美國一張「湊數的票」。英國總參謀長艾倫·布魯克認為，中國對打敗德國固然毫無貢獻，對打敗日本的貢獻「也小得可憐」:39。史達林同樣不認為中國會成為超級大國，蘇聯認為中國太弱小，依賴性強，不贊同讓中國位列四強:359、361。

### 戰局發展
珍珠港事件後，日本成功地控制東南亞，緬甸成為中、英、美三國軍力所能共同接觸日軍的唯一地區:69。當時中、英、美軍各自指揮，極少聯合行動，印度的英軍指揮官與蔣中正對於反攻緬甸，更是意見相左，英、美與中國並未形成真正的聯盟關係。在亞洲，同盟國首要任務是聯合亞洲國家，開闢中印緬戰場:581。但中國和英國對光復緬甸有巨大歧見。緬甸對中國有戰略上的重要性，1942年4月緬甸失陷，中國最後一條國際補給線被封鎖，唯一可用補給線，為飛越喜馬拉雅山的五百里空運駝峰航線，故中國急欲光復緬甸，重開滇緬公路，以求紓解中國的困境，中國朝野對此都期望殷切，中國政府亦多次向同盟國表達此期望:59、74。英國則希望集中所有兵力於歐洲，對遠東戰局的重視，遠不如對歐洲戰場。收復緬甸，對英國的關係僅是政治性的，無切身利害，打通滇緬公路，實際得益者只有中國，而英國根本毫不關心中國戰局，亦不願為打通滇緬公路而戰。仰光失守後，英國對緬甸，熱情頓失；軍事方面，英國認為收復緬甸須用海軍，但英國海軍正有事於大西洋、地中海和大洋洲，無力兼顧；政治方面，日軍入緬後，緬甸人希望借日本人之力反抗英國，英國80年來的殖民政策，全見失效，羅斯福又有解放殖民地的意圖，英國想到戰後緬甸終非我有，遂對收復緬甸不感興趣:59、69-71。

### 戰略策劃

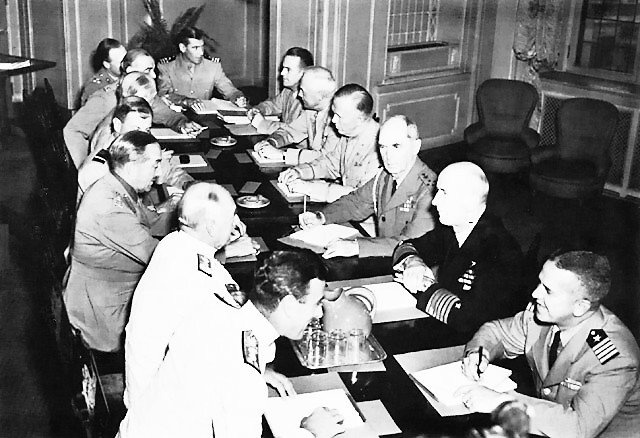
魁北克會議中的英美參謀長聯席會議

開羅會議前，英、美就緬甸戰場早已展開策劃，一直懸而未決。1942年10月，英、美將領初步達成協議，以英軍、印軍共七師參加收復緬甸之戰，但之後英國幾度反覆，想推翻決定:63-64。1943年8月，邱吉爾和羅斯福在魁北克的「四分儀」會議中:33，決定於印度統帥部之外，聯合成立新的「東南亞指揮部」，以英國海軍元帥蒙巴頓為該地區盟軍最高統帥，直接受英美參謀長聯席會議指揮，主要任務是從速建立通華空運路線，出兵奪取緬北，與從雲南出擊的中國部隊聯繫，並準備海陸兩棲攻擊:65-66。邱吉爾希望英國有力地擊敗日本，恢復英國在殖民地的地位:34，但英國實際上無意奪回仰光，打通往中國的道路，在美國促使下，勉強答應調動船隻自歐洲東移，準備反攻緬甸:17，對緬甸戰場所採取的策略，專為敷衍美國人。10月2日，蒙巴頓攜同魁北克決議到重慶向蔣中正面陳，並帶同邱吉爾的密函，特別提到緬南軍事行動須視乎中國緬北軍事行動再作決定:66，蒙巴頓提出中國軍隊在收復緬甸中支援英軍，並由他指揮全部進入緬甸的中國軍隊:34-35。中國認為反攻緬甸，應在緬南和緬北同時進行，在緬南作戰，能切斷敵人後方，否則只進攻北部，徒耗軍力，中國不願出兵:62。當時美軍已確立太平洋跳島戰略，成果尚未顯現:6，但盟國已有忽視中國戰場的傾向，1943年10月，英美參謀長聯席會議開始制定從太平洋打擊日本的計劃，不經中國大陸，美國軍方高層亦懷疑中國的戰略重要性:63-64。
歐洲戰場方面，邱吉爾和羅斯福有幾點分歧。邱吉爾希望在開羅會議前，單獨會見羅斯福，商討反攻歐洲的大君主行動計劃，擔心英軍會有重大傷亡，美國則不希望推遲反攻行動；邱吉爾極力主張在地中海東部採取行動，牽制德軍，使德軍不能抽調到法國，而且盟軍控制地中海東部的話，就不必經過伊朗支援蘇聯，印度洋的英國海軍就可轉移到別處；但美國卻反對在地中海東部採取行動:38。

## 籌備
召開開羅會議的構思，源自莫斯科會議。1943年10月，英國、美國、中華民國、蘇聯在莫斯科舉行四大國外交部長會談，美國認為這次會談確認了四大國聯合行動的重要性，會上美、英、蘇、中共同簽署繼續合作的聲明:583-584，發表戰後共同建立國際機構宣言。中國因美國支持，亦得列名:693。美国国务卿賀可德（Cordell Hull）極力遊說蘇聯把中國攬進四強，蘇聯與日本有互不侵犯條約，原本感到為難:37，且蘇聯和英國不承認中國為強國，但最終都接受美國的遊說，接納中華民國為1943年11月1日莫斯科宣言的簽字國。宣言是四大國堅持作戰到底直至勝利的誓言，特別否定了與敵國單獨簽訂和約的意圖:608，要求各國為德國的無條件投降而戰，對其三方佔領，並在戰後為國際安全合作:693。
美、英、蘇並商定三國領袖會議，11月1日，羅斯福電邀蔣中正參加:3124，史達林指出蘇聯未對日本宣戰，未便與蔣中正會面，以免激怒與蘇聯訂立互不侵犯條約的日本:39。蔣中正也不太願意與史達林見面，他不滿日蘇互不侵犯條約及蘇聯援助中国共产党，要求先單獨會見羅斯福，如果不能安排這個會晤，那麼寧可推延會見。於是會議一分為二，改於兩地舉行，在開羅見蔣中正，在德黑蘭見史達林:693:608。邱吉爾擔心羅斯福偏袒中國，作出太多承諾，影響歐洲戰場，要求先跟羅斯福舉行預備性會談，但羅斯福害怕此一舉動會引起中國和蘇聯的猜疑，所以只是直接到開羅開會:608。他一面示意邱吉爾，在與蔣中正、史達林會面前他們二人另有討論機會，一面又邀請邱吉爾和蔣中正同時來到開羅:39。開羅地方治安欠佳，會晤地點又為敵人所知，羅斯福的顧問曾建議改在喀土穆或馬爾他開會，但兩地都無法提供合適住所:363，邱吉爾堅持去開羅，表示當地由英軍保護，保証安全:216，並派英軍的一個旅，在開羅安置高射砲和雷達網以作防禦:43。

## 過程
會議會場是開羅的米納飯店:ii。除了三國領袖外，出席會議的包括英美參謀長聯席會議成員，中國將領則有商震上將、林蔚中將、周至柔中將、楊宣誠中將:76、俞濟時等，蔣中正亦邀請參謀長史迪威一同參加:275。

### 11月21日－22日

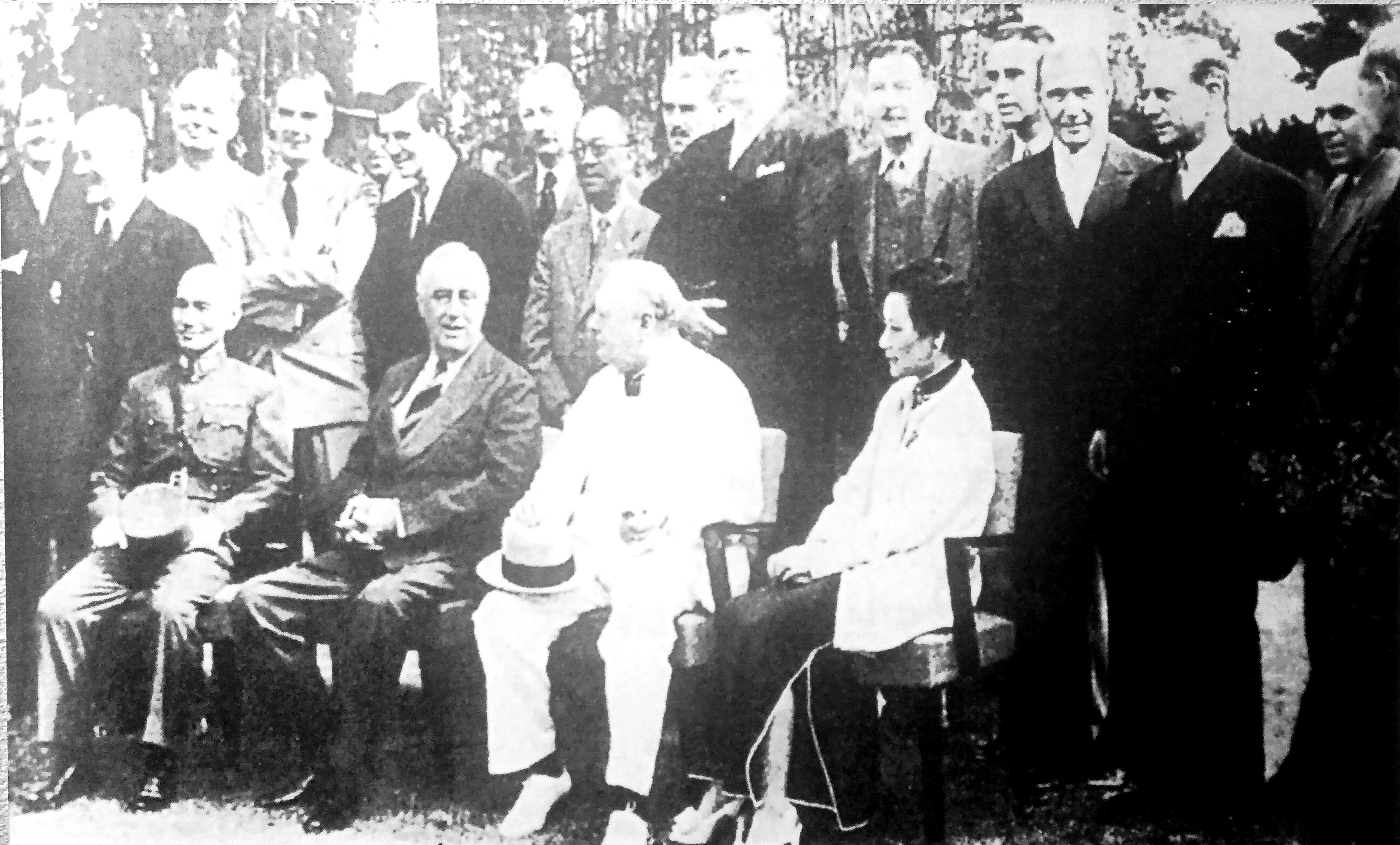
1943年11月22日，宋美龄出席开罗会议。前排左起：蒋介石、罗斯福、丘吉尔、宋美龄，为会议四位主角

1943年11月20日星期六，史迪威首先到達開羅。11月21日星期日，蔣中正與宋美齡夫婦和邱吉爾先後到達:368。邱吉爾乘坐皇家海軍威名號抵達亞歷山大港，然後飛抵開羅:363。邱吉爾邀請蔣中正夫婦晚宴，並到地圖室向蔣中正介紹英軍在各戰區的戰況與籌劃:324。羅斯福則先乘美國愛荷華號戰艦橫越大西洋，當天乘空軍一號專機從瓦赫蘭抵達突尼斯，會見艾森豪將軍。是日史迪威先後會見蔣中正、馬歇爾、赫爾利和布雷恩·薩默維爾將軍。11月22日星期一，羅斯福到達，當天下午，蔣中正與宋美齡和邱吉爾對羅斯福進行禮節性拜訪，當晚邱吉爾、羅斯福及兩人的助手召開了預備會議:368。是日邱吉爾亦答訪蔣中正:3127。美國駐重慶使館二秘約翰·帕頓·大衛斯向羅斯福提交備忘錄，反對用美軍幫助英國、荷蘭和法國重建殖民帝國，指出中華民國國軍的腐敗和無能，打通緬北通往中國的陸上交通線頗有價值:369。

### 11月23日
11月23日星期二，會議正式開始:3127。蔣中正與宋美齡夫婦及中國將領一早禮節性拜訪羅斯福，然後與總統代表赫爾利會談，討論德黑蘭會議及其他亞洲計劃。11時，全體會議召開，蔣中正、羅斯福、邱吉爾及三人的助手會談，會上蔣中正堅持「強而有力的海軍作戰」，「緬甸是整個亞洲戰役的關鍵」。下午，英美參謀長聯席會議召開，討論進攻緬甸的計劃。蔣中正最終決定不參加這個會議，由他的將軍代表出席，在3:30到達，卻令英、美官員反感，認為中國人只會在參謀長會議討論他們感興趣的特殊問題時才出現。馬歇爾批評蔣中正很想獲取更多美國運輸機，但不能保証加強地面力量，阻止中國軍隊在印度藍伽受訓，也不同意裝備在雲南的軍隊。史迪威向會議遞交一份備忘錄，提出可供選擇的行動：援助緬甸北部，打通往中國的陸路交通線，訓練中國軍隊並提高戰鬥力，加緊轟炸日本、台灣和菲律賓，防止日本控制台灣海峽和南海，收復廣州和香港。他建議增加三個陸軍師的兵力，佔領緬北後將在印度的美軍調至中國，如有需要，進攻上海和台灣:368-369。

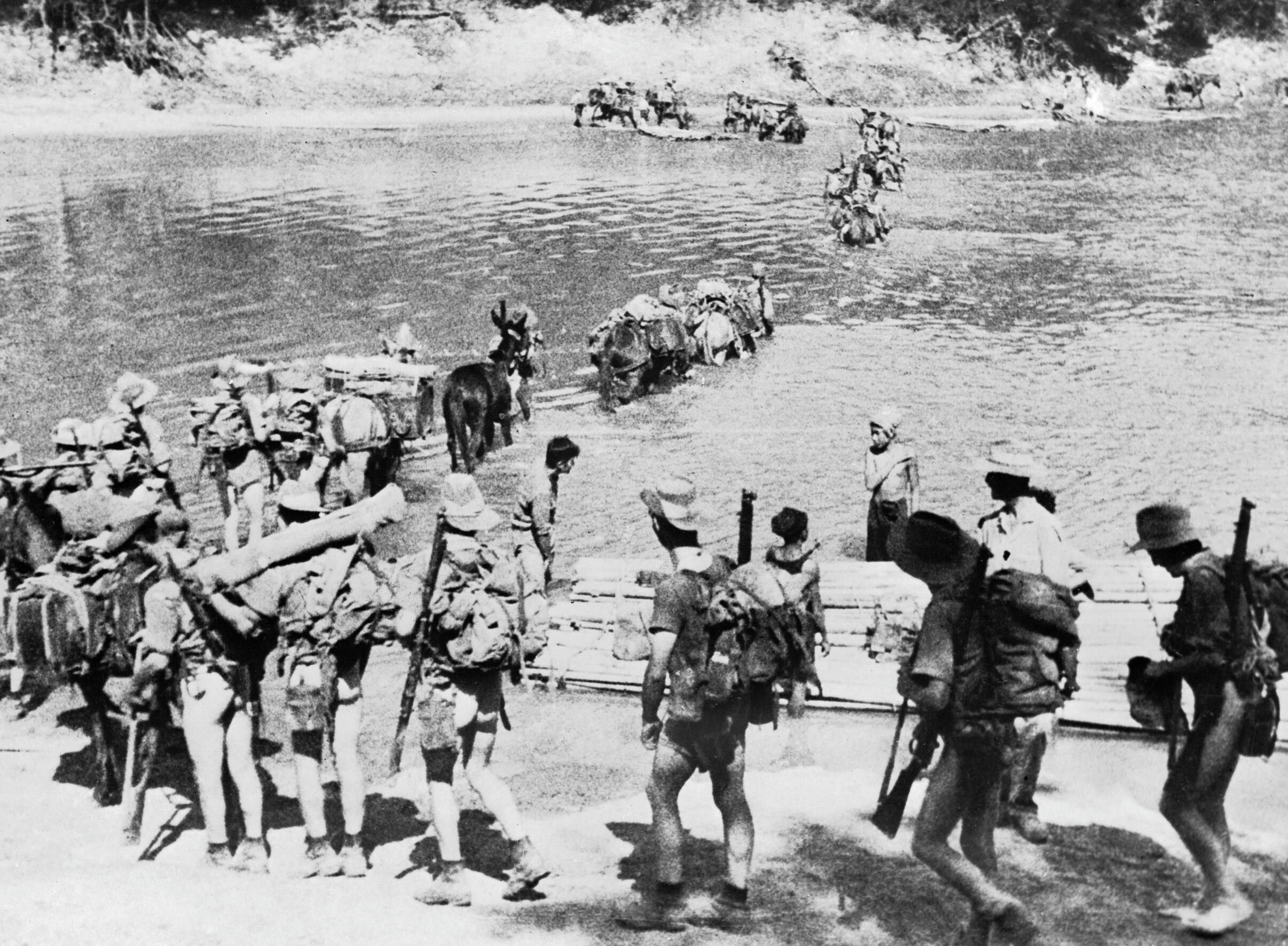
英國欽迪特特種部隊在緬甸推進

會議上東南亞指揮部統帥蒙巴頓提交緬甸陸上作戰計劃大綱:62，提出三個行動計劃：「泰山」（Tarzan）行動，由英軍和中國軍隊進攻緬甸；「火槍」行動，佔領蘇門答臘角；「海盜」（Buccaneer）兩棲行動，奪取安達曼群島。安達曼群島位於仰光以南300英里孟加拉灣之中，佔領此地可以威脅緬甸、泰國和馬來亞，並切斷日本人的供應線。三個方案中，邱吉爾特別喜歡火槍行動:40，希望出兵阿恰布島，奪取蘇門答臘，以圖收復新加坡:9。泰山行動計劃是，英國第14集團軍第15軍的4個印度師集中在吉大港，在次年1月中穿越孟都—布迪當一線，以保衛吉大港並佔領緬甸海岸的實兌，與此同時，在因帕爾集結的第14集團軍第4軍的3個師隨後東進，目標是摧毀日軍的交通線:40-41，向緬北阿拉卡及錫敦各地推進:66。3月，英國長距離滲透部隊「欽迪特」特種部隊將空降到日本戰線後方，奪取孟拱和密支那:41，與上述兩支部隊聯合佔領印陶:66。中國遠征軍之駐印部隊則穿越胡康河谷東進密支那。欽迪特特種部隊支援中國部隊，於4月間佔領八莫，雲南軍隊亦於3月15日開始行動，在4月向臘戍前進，與在臘戍與八莫的英軍會合。在孟加拉灣，將展開大規模兩棲攻勢，3千名英、美長距離滲透部隊亦將參與:41。蒙巴頓指出，要打通往中國的陸上交通，有賴在雲南的軍隊與英軍配合行動；史迪威對此表示樂觀，自稱能彌補中國軍隊人事上的缺點:369。出席的中國將領對蒙巴頓的計劃沒有評論，但一再強調必須劃早擊退緬甸日軍，重開中國補給線:62。
當晚羅斯福為蔣中正和宋美齡舉行宴會，二人談到中國建立聯合政府，英國在上海和廣州的權益，繼後的軍事行動中使用美軍軍艦而不是英軍軍艦，以及馬來亞、緬甸和印度未來的地位:369。

### 11月24日
11月24日星期三，邱吉爾、蒙巴頓與蔣中正會談，蔣中正要求緬北陸上行動與兩棲作戰要同時進行:372，表示支持泰山行動，願意把藍伽和雲南的軍隊加入，但他堅持必須配合在孟加拉灣大規模的海軍行動，建立海空優勢行動才能成功。行動的問題是，部隊缺乏登陸作戰工具。英國雖支持泰山行動，但卻不熱衷於孟加拉灣的大規模海軍攻勢，邱吉爾向蔣中正辯稱，打敗意大利之後，海軍才能轉移到印度洋:41，緬北的陸上作戰與孟加拉灣的海軍行動無必然之關連:62，兩棲作戰並不影響陸上作戰，蔣中正反駁，指出兩棲作戰能吸引敵軍部份空中兵力:372。英國總參謀長艾倫·布魯克則提出，如要推行海盜行動，登陸法國的大君行動便要押後。美國海軍恩斯特·金恩上將亦不太熱衷於反攻緬甸，不願大力推動東南亞司令部的大規模行動，指出這些行動須從打敗日本的全盤計劃中加以考慮，但全盤計劃卻根本沒有商妥；要擊敗日本，主要行動應在太平洋，亞洲大陸上的陸軍行動卻不一定必要:41-42。邱吉爾說明英國能抽調大批艦隊，但沒有確定水陸兩棲夾擊的日期。美方代表對兩棲作戰加以支持，邱吉爾最終答應在安達曼群島登陸:67。
兩國參謀長協議，將日本逐出緬甸，重新打通與中國的陸上聯繫，史迪威在北部進行地面進攻，海軍上將蒙巴頓指揮南部的兩棲登陸，進攻孟加拉灣安達曼群島 :363。登陸緬甸的海盜行動將「盡快」推行，但不宜訂下日期；東南亞司令部的其他方案應作進一步研究:42。美國又告訴蔣中正，其後六個月中，每個月只有8900噸物資可以經駝峰航線空運中國，蔣中正堅持要有1萬噸，美方表示打通滇緬公路的軍事計劃和1萬噸的軍援，只能任擇其一，美軍不能提供更多的運輸工具和飛機。蔣中正仍要求美國提供更多的飛機，並要求美國進行大規模行動:372。同日英國外相安東尼·艾登會晤中國前外交總長王寵惠:3127。

### 11月25日

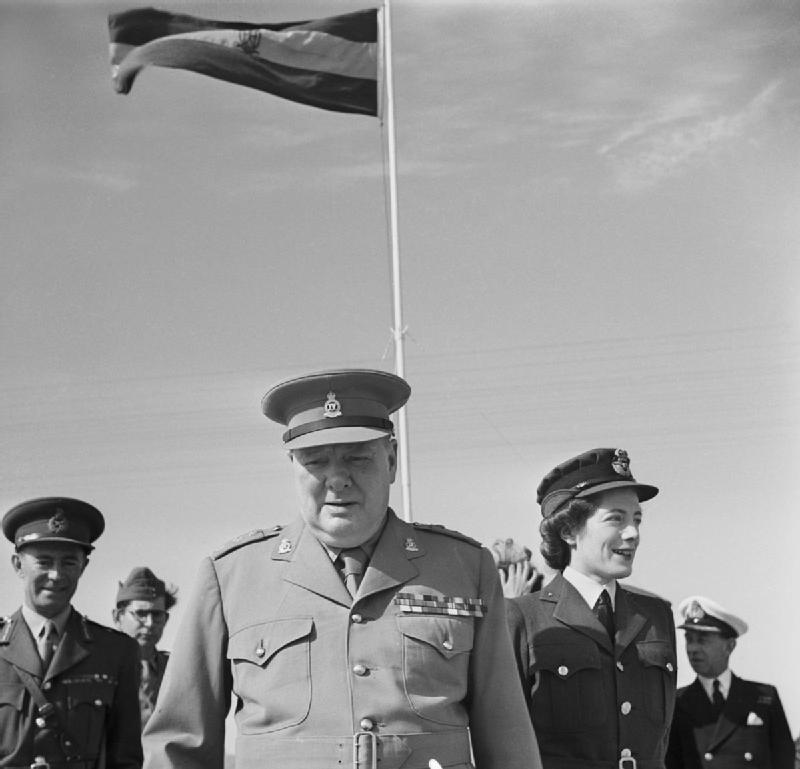
邱吉爾及其女兒莎拉·邱吉爾，1943年攝於開羅

11月25日星期四下午，蒙巴頓向英美參謀長聯席會議報告前一天與蔣中正會談的結果，會議要求蒙巴頓起草文件給蔣中正，請他書面同意商討中的反攻緬甸行動。羅斯福接見了馬歇爾和史迪威，表示蔣中正已同意緬甸計劃，並提出希望在安達曼群島使用重型轟炸機，但史迪威指出蔣中正已反悔，羅斯福答應向蔣中正施壓:372。在美軍軍官會議上，馬歇爾表明不贊同蔣中正不顧英、美兩國的反對，堅持美國空軍每個月向中國空運1萬噸物資，他也不贊成動用美軍地面部隊，但羅斯福推翻了軍方的觀點。在晚面會見中:42，羅斯福保証盡早登陸攻緬:73，答應蔣中正泰山行動會輔以孟加拉灣的大規模兩棲攻勢，也答應支持蔣中正與帝國主義鬥爭。二人都同意，法屬印支半島不應交回法國人；他們也討論了蘇聯在東亞的利益，尤其是蘇聯希望在中國東北有出海口的欲望。羅斯福嘗試迫使蔣中正與中共談判，蔣中正則要求羅斯福取得史達林保証，他不會干涉蔣中正與中共毛澤東的關係，並要尊重中在東北的主權:42。

### 11月26日－27日
11月26日星期五，宋美齡先往見羅斯福，商討10億美元借款計劃，羅斯福當即答允:327。蔣中正會晤美國恩斯特·金恩上將，決定明年三月三國聯合反攻緬甸:3128。下午，在羅斯福寓邸花園茶敘，行動計劃定案，擬定於翌年3月實行。英國的答應出於勉強，不甚服氣，英國參謀長認為攻取安達曼群島的計劃是「非常次要」的軍事行動:67。蔣中正會見蒙巴頓:130，並對羅斯福答允借款面致謝意:327。11月27日星期六，蔣中正會見北非聯軍總司令艾森豪，隨後離開開羅:3128，途中宋美齡致函羅斯福，表示蔣中正對他萬分感激:275。會議期間，羅斯福和蔣中正長時間親切地會談，由宋美齡充任翻譯:608；宋美齡服裝別致，成為記者焦點之一:363。期間，邱吉爾曾與女兒莎拉·邱吉爾及羅斯福一同遊覽獅身人面像與金字塔:216。11月28日，邱吉爾和羅斯福到達德黑蘭 :3128。

## 決議
戰略方面，美國、英國、中華民國決議對大日本帝國三箭齊發，英軍在緬甸南部兩棲作戰，中國遠征軍入印部隊向緬甸北部進發，中華民國國軍及美國軍對從雲南進攻緬甸東部，作戰計劃交史迪威將軍制定:367。羅斯福承諾泰山行動將與大規模的兩棲登陸攻勢相配合；同盟國包括在藍伽的中華民國國軍會先投入戰場，數個月後，到1944年春中華民國國軍才自雲南出發，但羅斯福沒有發下孟加拉灣海軍行動的書面保証:43。軍援方面，羅斯福同意增加飛越喜馬拉雅山供應中國的運輸航次，執行對日本的遠端轟炸，希望透過獎勵，使中國加強對敵作戰:608-609，口頭答允空運物資增至一萬二千噸，並決定美國空軍B-29超級堡壘轟炸機從中國基地出發轟炸日本:323、329。羅斯福並口頭保證給中國裝備和訓練90個師:95，立即為30個中國師提供裝備，日後再提供60個師的裝備:113。
政治方面，羅斯福和邱吉爾支持中華民國的領土要求，將台灣和滿洲交還中華民國，並在「適當時候」讓朝鮮獨立。開羅宣言沒有提到琉球群島的未來。中國認為琉球應全部歸還中國，但英、美兩國不贊成，美國認為，如果琉球群島完全非軍事化，可以留給日本:584。中美間協議，戰後旅順將用作中美公用軍港，大連則成為國際自由港。決議案內，不干涉日本國體:18、iii；羅斯福曾徵求蔣中正對廢除日本天皇制度的意见，蔣中正謂戰爭的禍首是日本軍閥，國體問題，可待戰後日本人自行決定。蔣中正主張朝鮮獨立，並希望協助越南獨立:694，羅斯福支持蔣中正在東亞結束帝國主義。歐洲議題方面，由於蔣中正和邱吉爾幾乎同時到達開羅，邱吉爾未能先與羅斯福就歐洲議題上取得協議:43、39。

### 開羅宣言
12月1日，美國、英國和中華民國發布開羅宣言。宣言由羅斯福的特別助理哈里·霍普金斯草擬，經羅斯福修正，再由邱吉爾修改，始行決定:67。開羅宣言聲稱此次戰爭的目的，在於制止和懲罰日本的侵略:693，重申中國四強之一的地位，指出「大日本帝國於九一八事變後自中華民國侵佔的領土（包括旅順、大連租借地)、台灣及澎湖群島，應歸還中華民國」，「日本在華之公私產業，以及日本之商船應完全由中華民國政府接收」；朝鮮「於戰後得重建自由獨立」:43，「以適當方式成為自由和獨立的國家」:480。開羅宣言第一次要求日本必須「無條件投降」，全部歸還中華民國被大日本帝國搶去的失地，歸還日本列島以外的領地，即把庫頁島歸還蘇聯，日本在太平洋的託管地則交給美國:609。羅斯福稿中，於「進攻日本計畫」句中，提及「由中國及東南亞進攻」之路線，邱吉爾修正稿將此數字刪去。邱吉爾解釋說，孟加拉灣的登陸行動，須調動登陸艦艇，會阻礙諾曼第登陸計劃:67。

## 與會者感受
蔣中正對開羅會議大體滿意:42，成果「出於預期，此固為革命事業中之一項重要成就。」他覺得羅斯福風度超脫，有一見如故之感:323、326。但他對英、美二國都不寄予厚望，離開開羅時預料，「英國決不肯犧牲絲毫利益，以濟他人，……羅斯福雖保証海軍在緬甸登岸，必與我陸軍一致行動，余明知其不可能，而姑且信任之。……然而緬甸反攻時期，吾可斷定非至明年（1944）秋季，決無實施之望。」:694他對美國想要蘇聯卷入抗日戰爭，亦保持警惕:43。為褒揚夫人宋美齡在會議中協助甚多，回國後蔣中正授予她青天白日勳章。羅斯福部份受史迪威影響，覺得中國國民黨軍隊只是一意監視中共，無心作戰，並阻撓史迪威的訓練計劃，只因中國別無他人可作領導，唯有與蔣中正合作:326-327。
邱吉爾原本只想讓蔣中正夫婦到金字塔參觀散心，軍事決議由他與羅斯福單獨商量:325，抱怨和蔣中正的會議太冗長，浪費時間:363，不滿羅斯福跟蔣中正談得太久，說「英方與美方人員的會談被中國事情搞亂了，令人苦惱。……原本在開羅最次要的中國事務，竟佔據了首要位置。」:608英美參謀的討論，受中國事情打岔，冗長複雜，根本不重要:73。但邱吉爾態度較蔣中正想像中友善，蔣中正認為其人「深謀遠慮老成持重，於現代政治家中，實所罕見」。邱吉爾則覺得蔣中正「冷靜、持重和敏捷，……這時他的名望和權勢都在最高峰」:324。英國參謀總長艾倫·布魯克則認為蔣中正精明而狡猾，但未能掌握戰局，卻決心在討價還價中佔盡好處:42。

## 執行

### 反攻緬甸
開羅會議有關反攻緬甸的決議，可說件件變卦:323，海盜行動隨即取消。按開羅會議制訂的計劃，11月，陸軍元帥威廉·約瑟夫·斯利姆的第十五軍團已出發，在藍伽的兩個中國師也調動到阿薩姆邦的利多，在12月與日軍交鋒。蒙巴頓回到印度，奉命起草新的海盜行動計劃。他打算調動5萬人，但羅斯福和邱吉爾都認為，行動兵力不能多於原先答應的1萬4千人。羅斯福和馬歇爾就行動人數而爭辯，邱吉爾則爭取索性放棄行動，集中物資在愛琴海作戰，美軍高層對此計劃亦不甚熱衷:50、45，11月29日，邱吉爾已告訴參謀長，要記錄首相「特別拒絕蔣委員長有關我們應該在緬甸同時進行擔當兩棲軍事行動和陸上軍事行動的要求」:67。

#### 海盜計劃的取消

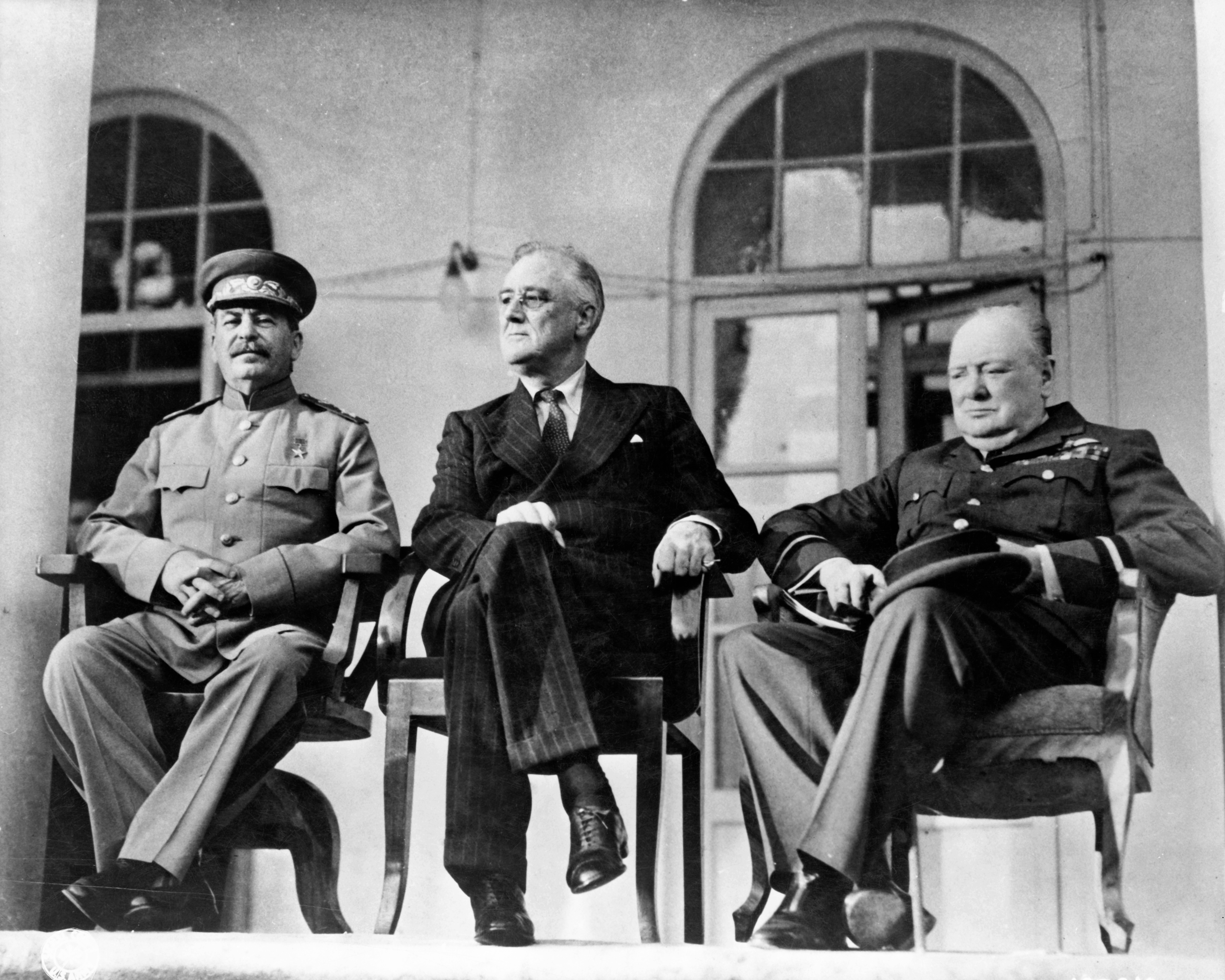
德黑蘭會議中的史達林、羅斯福、邱吉爾

在11月28日至12月1日的德黑蘭會議上，史達林控制一切，羅斯福和邱吉爾對他言聽計從:68，史達林提出迅速結束二戰的方案，使中國的戰略意義變得次要:44。他力爭開闢歐洲西線戰場，擊敗德國後，蘇聯即對日本作戰:649。他也不贊同反攻東南亞，對日的主要戰場應是太平洋:376。邱吉爾表示在緬甸深入沼澤叢林與日軍作戰，有如跳入大海與鯊魚搏鬥；如果中國真是名符其實的四強，就讓他們自己來証明:275，他勸羅斯福收回對蔣中正的承諾；羅斯福亦認為如獲蘇聯合作，可早日結束戰爭，中國地位已無足輕重:649。由於要在法國開闢西線戰場，須動用登陸艦隻，邱吉爾更有理由推翻羅斯福對蔣中正的承諾:68。
德黑蘭會議後，二人同回開羅，邱吉爾正式提出取消海盜行動。羅斯福起初堅稱與蔣中正有約，不容片面毀約，而且所缺登陸艇不過18-20艘，非大問題:68。12月，英美參謀長聯席會議打算取消泰山計劃，並認為佔領安達曼群島是得不償失的。邱吉爾不滿海盜計劃需要大量物資，認為行動應推遲到雨季結束之後，登陸艇應用於更困難的歐洲戰場:376，強調取消作戰計劃，美國海軍上將恩斯特·金恩則反對。12月5日，羅斯福與軍事顧問商量後，終於同意邱吉爾的論點，決定海盜計劃取消，隨即電告蔣中正:68，謂英國海軍須先用於歐洲戰場，不能夾擊緬甸日軍，「由於要進攻歐洲，尤其因需要登陸工具，孟加拉灣的登陸行動是不切實際的」:45。羅斯福詢問中國可否先單獨反攻，或等待至1944年11月，盟軍在海上有大舉進攻能力之時:694。蔣中正主張把全面進攻緬甸的日期，延至1944年11月:81-82。他又嘗試改變此決策，知會邱吉爾，中國會繼續建立雲南軍隊，但不會調入緬甸，除非原定的兩棲行動如期展開:45。

#### 三方出兵

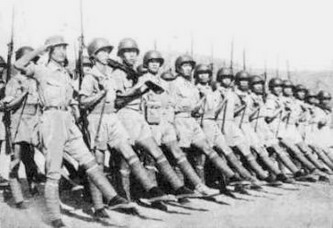
在印度採用美式裝備的中國遠征軍

1943年12月21日，邱吉爾批准蒙巴頓調動2萬人進行兩棲行動，但不再攻取安達曼群島，代之以進攻日軍戰線背後若開邦海岸，東南亞指揮部的登陸工具被送回歐洲。12月23日，邱吉爾的參謀長重申，大君行動和登陸法國南部的「鐵砧」行動是1944年的最高行動，其他地區的任何行動都不能影響這兩項行動:46。兩棲作戰取消後，蒙巴頓東南亞指揮部另擬進攻緬甸北部及中部的作戰計劃。1944年1月，史迪威指揮在印度受美式訓練的中國遠征軍向孟關推進:82。蔣中正拒絕接受以對若開邦海岸的小型進攻，取代海盜行動:46，一度不願派軍從雲南進入緬甸:280。羅斯福施壓予蔣中正，要中國從雲南出兵緬甸，否則可能削減軍援:329；3月，邱吉爾亦電告重慶，促請中國出兵緬甸:82、84；4月，美國發出最後通牒，若不調動雲南部隊，將中斷租借法案的援助:280。蔣中正終於同意雲南部隊進攻緬甸日軍:85，因為中國有必要成就「中英美三國聯合作戰」及「美國直接來華參加抗日之渴望」:46。

### 對華軍援
羅斯福並不太在意對中國的承諾:275。得知海盜計劃取消後，蔣中正提出借款10億美元，雖然羅斯福會面時有口頭承諾，蔣中正的要求仍被美國官員視為「敲詐」，結果10億借款一事並沒有提交國會，羅斯福已表示拒絕。他並決定美軍每月在華的費用，限額2500萬，由史迪威與中國交涉轉授條件:327-328、331。他曾保証立即為30個中國師提供裝備，日後再提供60個師的裝備，但後者從未兌現。1945年8月，宋子文出使美國，重提此事，杜魯門迴避了60個師裝備的承諾，但保証向中國派出軍事使團及提供全面的軍事援助:113-114。羅斯福沒有實現他對中國的口頭承諾，曾對馬歇爾說：「我對中緬印戰區的事仍然感到非常厭惡，……最糟的是我們每次都失信，我們沒有實現任何諾言」:95-96。為了讓美國空軍轟炸日軍，成都動員45萬民工，興建機場9處，跑道9000英尺，動工後60日，首批美軍空中堡壘B-29轟炸機降落，90天後所有機場如數完成:329。

### 戰後安排
開羅會議上中國要求收回失地的要求，隨後得到史達林的認可:608，在戰後結束日本傀儡滿洲國:2。羅斯福和蔣中正曾討論過在戰後使大連成為自由港，在1945年2月的雅爾達會議，美、蘇達成的協議之一，是大連在國際監督下成為自由港:220-221。但雅爾達會議決定讓旅順成爲蘇聯租借之軍港:18，則使開羅宣言公布的領土主權有所虧損:323。朝鮮方面，開羅宣言發表翌日，韓國臨時政府發表聲明，感謝開羅會議保証韓國獨立:3129。為了使朝鮮自由和獨立，羅斯福計劃建立國際託管制，作為過渡階段的安排，他的建議在德黑蘭會議和雅爾達會議上得到史達林的接受:480。

## 意義

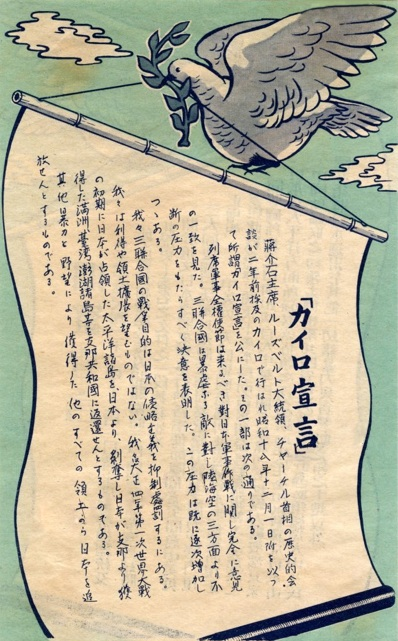
空投到台灣（時為日本統治，故为日语）的宣傳，以開羅宣言勸降。

開羅會議是三國領導人戰時合作的巔峰之舉，連同德黑蘭會議，使四大國協作的框架正式形成:584。開羅會議是唯一一次中國參加的同盟國首領會議:693，中國人高興的是，蔣中正被視為世界偉人之一，中國並將在戰後國際事務發揮廣泛作用:584。姿態上，中國在會議上安排為盟國的重要成員，而且羅斯福、邱吉爾與蔣中正三人地位平等:43，他回到重慶時，受到英雄式歡迎:368。開羅會議顯示中美友好關係正達巔峰:iii。在聖誕賀詞中，羅斯福向美國公民熱情宣佈：「今天，我們與中華民國在深厚友誼及共同目標方面，比以往任何時候都更緊密站在一起。」:609
開羅會議亦是抗戰期間中美關係由盛而衰的分水嶺:144，美國對中國的良好印象達到頂峰，羅斯福力圖說服邱吉爾相信中國的力量有助於贏得對日戰爭和維持戰後和平，但他未能成功。而會後羅斯福也開始覺得中國無足輕重:360。同時，因蔣中正要求過多，卻不太願意在緬北作戰，羅斯福不再那麼信任他了。蒙巴頓說，羅斯福和邱吉爾「都被逼瘋了」:103。有史家認為，羅斯福給予中國大國地位，只是對中國表示友好，無助解決中國的實際問題和挽救國民黨:245。
開羅會議明確提出對日本的要求。開羅宣言公佈後，昭和天皇召集御前會議，會上溫和派勢力抬頭，1944年10月，前首相近衛文麿弟弟近衛忠麿透過乙酉社，根據開羅宣言與蔣介石方面秘密議和:3186。1945年7月，中、英、美三國的波茨坦公告，對日作最後通牒，亦以開羅宣言為招降的基礎:2。戰略方面，開羅會議意義有限，史達林在德黑蘭會議承諾加入對日作戰，使反攻緬甸以至東南亞的軍事行動都不再重要。到1945年，援華物資才從史迪威公路開入中國，那時這些東西亦已無足輕重:367。

## 延伸閱讀
- 梁敬錞. . 香港: 亞洲出版社. 1962 （中文（繁體））.
- Ronald Ian Heiferman. . Jefferson, NC: McFarland & Company. 2011. ISBN 0786448040 （英语）.
- 汪輝. . 中國評論新聞網. 2013-06-13  [2014-09-25]. （原始内容存档于2021-03-22） （中文）.
- 劉怡. . 共識網. 2013-08-08  [2014-09-25]. （原始内容存档于2016-03-05） （中文）.